# Alice the Collegiate
Alice the Collegiate é um curta-metragem de animação estadunidense de 1927, lançado como parte da série Alice Comedies.